# Siemiatycze
Siemiatycze là một thị trấn thuộc huyện Siemiatycki, tỉnh Podlaskie ở đông-bắc Ba Lan. Thị trấn có diện tích 36 km². Đến ngày 1 tháng 1 năm 2011, dân số của thị trấn là 14810 người và mật độ 409 người/km².